# 全国高等学校野球選手権広島大会
全国高等学校野球選手権広島大会（ぜんこくこうとうがっこうやきゅうせんしゅけんひろしまたいかい）は、広島県で開催されている全国高等学校野球選手権大会（夏の甲子園）の地方大会。

## 概要
- 1947年（第29回大会）までは山陽大会、1948年（第30回大会）からは西中国大会として開催されていたが、1959年（第41回大会）から広島県のみを対象とする広島大会として独立した[1]。

なお、独立した前年の1958年（第40回大会）が記念大会であり、各都道府県から代表校を選出したため、事実上1958年から広島県の代表校が1校選出されている。
- 1990年（第72回大会）から、決勝戦のみ外審を置く審判6人制を敷いている。
- 2006年（第88回大会）から、加計高等学校芸北分校は、加計高等学校とは別チームで参加している。
- 2009年（第91回大会）から、開会式・開幕戦および決勝戦・閉会式をマツダスタジアムで開催している。但し、マツダスタジアムが使用出来ない場合は、しまなみ球場で開催する[注 1]。
- 2013年（第95回大会）から、複数の高校を1チームとした連合チームが参加している。
- 2020年に開催予定の第102回全国高等学校野球選手権大会が新型コロナウイルス感染症（COVID-19）の流行により、本大会と全国の地方大会が中止となった事に伴う広島県独自の代替大会として「令和2年夏季広島県高等学校野球大会」が開催された。

## 使用球場
※球場名に命名権や愛称が付いている場合は、正式名称と併記する。

### 現在
- 広島市民球場（MAZDA Zoom-Zoom スタジアム広島）（2009年 - 2017年、2019年）
- 広島県総合グランド野球場（Balcom BMWベースボールスタジアム）
- 呉市二河野球場（鶴岡一人記念球場）
- 広島県立びんご運動公園野球場（ぶんちゃん しまなみ球場）（2002年 - ）
- 三原市民球場（やまみ三原市民球場）（2013年・2014年を除く[注 2]）
- みよし運動公園野球場（三次きんさいスタジアム）（2009年 - ）
- 福山市民球場 （エブリイ福山市民球場）
- 東広島運動公園野球場（東広島アクアスタジアム）（2008年 - ）

開会式と準々決勝以降の試合を除き、組合せ決定後に地理的な要因を考慮して試合会場を割り振る形を取っている。

### 過去
- 御建公園野球場
- 竹原電発グラウンド
- 三次市営球場（ - 2008年）
- 旧広島市民球場（ - 2010年）

## 大会結果
| 年度（大会）          | 校数 | 優勝校   | 決勝スコア | 準優勝校     | 備考       |
| --------------------- | ---- | -------- | ---------- | ------------ | ---------- |
| 1958年（第40回大会）  |      | 尾道商   | 3x - 2     | 広島商       | 延長10回   |
| 1959年（第41回大会）  |      | 広陵     | 11 - 1     | 盈進商       |            |
| 1960年（第42回大会）  |      | 盈進商   | 2 - 0      | 尾道商       |            |
| 1961年（第43回大会）  |      | 崇徳     | 1 - 0      | 広陵         |            |
| 1962年（第44回大会）  |      | 広陵     | 2 - 0      | 三次         |            |
| 1963年（第45回大会）  |      | 広陵     | 16 - 2     | 福山工       |            |
| 1964年（第46回大会）  |      | 広陵     | 5 - 0      | 尾道商       |            |
| 1965年（第47回大会）  |      | 広陵     | 5 - 0      | 福山電波工   |            |
| 1966年（第48回大会）  |      | 広島商   | 8 - 0      | 北川工       |            |
| 1967年（第49回大会）  |      | 広陵     | 3 - 1      | 広島商       |            |
| 1968年（第50回大会）  |      | 広陵     | 12 - 2     | 広島商       |            |
| 1969年（第51回大会）  |      | 広陵     | 9 - 3      | 福山誠之館   |            |
| 1970年（第52回大会）  |      | 広島商   | 4 - 1      | 広陵         | 延長10回   |
| 1971年（第53回大会）  |      | 広陵     | 8 - 0      | 盈進         |            |
| 1972年（第54回大会）  |      | 広陵     | 8 - 0      | 福山工       |            |
| 1973年（第55回大会）  |      | 広島商   | 4 - 2      | 崇徳         |            |
| 1974年（第56回大会）  |      | 盈進     | 3 - 1      | 竹原         |            |
| 1975年（第57回大会）  |      | 広島商   | 4 - 0      | 崇徳         |            |
| 1976年（第58回大会）  |      | 崇徳     | 5 - 1      | 尾道商       |            |
| 1977年（第59回大会）  |      | 広島商   | 3 - 1      | 広島工       |            |
| 1978年（第60回大会）  |      | 広島工   | 5 - 1      | 盈進         |            |
| 1979年（第61回大会）  |      | 広島商   | 9 - 0      | 府中東       |            |
| 1980年（第62回大会）  |      | 広陵     | 5 - 3      | 広島商       |            |
| 1981年（第63回大会）  |      | 広島商   | 4x - 3     | 近大福山     |            |
| 1982年（第64回大会）  |      | 広島商   | 5 - 0      | 崇徳         |            |
| 1983年（第65回大会）  |      | 広島商   | 11 - 2     | 近大福山     |            |
| 1984年（第66回大会）  |      | 広島商   | 10 - 1     | 尾道商       |            |
| 1985年（第67回大会）  |      | 広島工   | 3 - 1      | 広陵         |            |
| 1986年（第68回大会）  |      | 広島工   | 4 - 2      | 広島商       |            |
| 1987年（第69回大会）  |      | 広島商   | 3 - 2      | 広島工       |            |
| 1988年（第70回大会）  |      | 広島商   | 9 - 3      | 広島電機大附 |            |
| 1989年（第71回大会）  |      | 近大福山 | 15 - 4     | 大柿         |            |
| 1990年（第72回大会）  |      | 山陽     | 3 - 1      | 崇徳         |            |
| 1991年（第73回大会）  |      | 西条農   | 5 - 3      | 広島工       |            |
| 1992年（第74回大会）  |      | 広島工   | 3x - 2     | 広島商       | 延長15回   |
| 1993年（第75回大会）  |      | 西条農   | 10 - 5     | 崇徳         |            |
| 1994年（第76回大会）  | 98   | 山陽     | 11 - 7     | 広島商       |            |
| 1995年（第77回大会）  | 99   | 宮島工   | 13 - 9     | 崇徳         |            |
| 1996年（第78回大会）  | 99   | 高陽東   | 8 - 4      | 如水館       |            |
| 1997年（第79回大会）  | 98   | 如水館   | 7 - 1      | 崇徳         |            |
| 1998年（第80回大会）  | 96   | 如水館   | 4 - 3      | 広島商       |            |
| 1999年（第81回大会）  | 95   | 如水館   | 8 - 2      | 高陽東       |            |
| 2000年（第82回大会）  | 98   | 瀬戸内   | 6 - 1      | 広島商       |            |
| 2001年（第83回大会）  | 97   | 如水館   | 9 - 3      | 広島工       |            |
| 2002年（第84回大会）  | 97   | 広陵     | 9 - 5      | 広島商       |            |
| 2003年（第85回大会）  | 97   | 広陵     | 8 - 0      | 高陽東       |            |
| 2004年（第86回大会）  | 96   | 広島商   | 13 - 9     | 如水館       |            |
| 2005年（第87回大会）  | 94   | 高陽東   | 5 - 0      | 三次         |            |
| 2006年（第88回大会）  | 97   | 如水館   | 2 - 0      | 崇徳         |            |
| 2007年（第89回大会）  | 97   | 広陵     | 4 - 3      | 総合技術     | 延長11回   |
| 2008年（第90回大会）  | 99   | 広陵     | 12 - 10    | 総合技術     |            |
| 2009年（第91回大会）  | 98   | 如水館   | 2 - 1      | 広陵         |            |
| 2010年（第92回大会）  | 96   | 広陵     | 2 - 0      | 如水館       |            |
| 2011年（第93回大会）  | 95   | 如水館   | 5 - 2      | 広島新庄     |            |
| 2012年（第94回大会）  | 95   | 広島工   | 8 - 3      | 盈進         |            |
| 2013年（第95回大会）  | 93   | 瀬戸内   | 0 - 0      | 広島新庄     | 延長15回   |
| 2013年（第95回大会）  | 93   | 瀬戸内   | 1 - 0      | 広島新庄     | 再試合     |
| 2014年（第96回大会）  | 93   | 広陵     | 2 - 1      | 広島新庄     |            |
| 2015年（第97回大会）  | 93   | 広島新庄 | 3 - 1      | 呉           |            |
| 2016年（第98回大会）  | 92   | 広島新庄 | 5 - 4      | 如水館       |            |
| 2017年（第99回大会）  | 90   | 広陵     | 9 - 5      | 広島新庄     |            |
| 2018年（第100回大会） | 88   | 広陵     | 5x - 4     | 広島新庄     | 延長10回   |
| 2019年（第101回大会） | 90   | 広島商   | 10 - 7     | 尾道         |            |
| 2020年（独自大会）    | 88   | 広島商   | 9 - 1      | 広陵         |            |
| 2021年（第103回大会） | 86   | 広島新庄 | 12 - 0     | 祇園北       |            |
| 2022年（第104回大会） | 83   | 盈進     | 9 - 4      | 尾道         |            |
| 2023年（第105回大会） | 83   | 広陵     | 3 - 2      | 広島商       |            |
| 2024年（第106回大会） | 86   | 広陵     | 3 - 1      | 広島商       |            |
| 2025年（第107回大会） | 85   | 広陵     | 2 - 1      | 崇徳         | 延長10回TB |

- 校数は連合チームを1校とする

## テレビ・ラジオ中継
- NHK広島放送局…テレビ・ラジオとも準決勝以降の試合を放送。2014年まではテレビ・ラジオとも準々決勝以降、2015年のテレビは準々決勝以降、2021年はテレビのみ決勝。
- 広島ホームテレビ（テレビ朝日系列）…2016年は準決勝・決勝、2015年までは開会式・準々決勝・準決勝・決勝。1990年代中期までは1回戦から連日中継していた他、広島市民球場と広島県総合グラウンド野球場または福山市民球場との二元中継を実施していた。
  - 2007年～2008年・2011年以降は中継テーマ曲に、以下の独自のテーマ曲を使用している他、ニュース・情報番組では全国大会（ABC制作）の中継テーマ曲も併用している。
    - 2007年＝『SUMMER DAYZ』（ONE☆DRAFT）
    - 2008年＝『Don't Mind ～ドンマイ～』（湯別メインストリート）
    - 2009年＝『友達に贈る歌』（Sonar Pocket）
    - 2011年＝『まっすぐに』（Jam9）
    - 2012年＝不明
    - 2013年＝『ヒカリ』（ハヤテ）

  - 2010年については、中継ではABCと同じ『あとひとつ』（FUNKY MONKEY BABYS）を、ニュース・情報番組では『涙のリグレット』（SCANDAL）を使用している。
- 1970年代までは、中国放送（テレビ＝TBS系列、ラジオ＝JRN・NRN系列）がラジオ中継を行っていた。

## 課題等

### マツダスタジアム使用制限関連
マツダスタジアムは、全面天然芝で芝生の保護・管理が必要であることから、同球場の指定管理者である広島東洋カープ球団は使用日数に制限を設けている。
- 2009年

開会式と直後の開幕2試合、ならびに決勝戦と閉会式の3試合のみの使用となった。旧広島市民球場の様に多くの試合を開催出来ず、会場不足が懸念されたが、当初予定されていた2008年度末の解体が延期されたため、2009年は20試合近くが旧市民球場で開催出来、会場不足は解消された。
- 2010年

開会式と直後の開幕2試合、ならびに準決勝・決勝と閉会式の5試合のみの使用となった。加えて、旧広島市民球場が2009年度末をもって完全閉鎖・解体（スタンドの一部は保存）されることから、広島市内での開催が事実上コカ・コーラウェスト野球場（現：コカ・コーラボトラーズジャパン野球場）だけとなり、大会運営に支障をきたすとして、マツダスタジアムでの試合数増加を検討するよう広島市、カープ球団に求めた。なお、この年も解体・閉鎖が延期されたことを受けて、2010年5月1日-7月31日までの予定で旧市民球場の使用再開を決めた。このため、2010年度の本大会開催へ向けて調整を進める方針となった。
- 2011年

開会式と1回戦ならびに準決勝・決勝と閉会式の7試合のみの使用となった。この大会から旧広島市民球場が使用できなくなったが、当球場での開催試合は微増に留まったため、県内各地の他球場での開催試合を増やすことで対応した。
- 2012年

コカ・コーラウエスト野球場（現：コカ・コーラボトラーズジャパン野球場）に代わり、初めて準々決勝2試合でも使用された。その他は、開会式と1回戦ならびに準決勝・決勝と閉会式で使用。
- 2013年

現時点で唯一、3回戦と4回戦でも使用されている大会であるものの、広島東洋カープの試合日程との兼ね合いから、初めて準決勝・決勝と閉会式がしまなみ球場での開催となった。
- 2014〜15年

開会式と直後の開幕戦1試合のみに縮小され、準決勝・決勝と閉会式はしまなみ球場で開催。
- 2016〜17年・2019年

開会式と直後の開幕戦1試合、ならびに決勝と閉会式の2試合のみの使用となる。
- 2018年・2020〜21年

開催なし。
組み合わせ抽選の時点では、開会式と直後の開幕戦（宮島工vs盈進）および決勝と閉会式で使用する予定であったが、平成30年7月豪雨による災害の影響で大幅な日程変更となり、広島東洋カープの試合日程との兼ね合いもあって、マツダスタジアム開場以来初の開催なしとなる。
なお、開会式は規模を縮小して三次きんさいスタジアムで開催し、直後の第1試合（広陵vs千代田）が事実上の開幕戦となった。準決勝・決勝と閉会式はしまなみ球場で開催。
| 年度         | 1回戦 | 2回戦 | 3回戦 | 4回戦 | 準々決勝 | 準決勝 | 決勝 |
| ------------ | ----- | ----- | ----- | ----- | -------- | ------ | ---- |
| 2009年       | 2     | 0     | 0     | 0     | 0        | 0      | 1    |
| 2010年       | 2     | 0     | 0     | 0     | 0        | 2      | 1    |
| 2011年       | 4     | 0     | 0     | 0     | 0        | 2      | 1    |
| 2012年       | 3     | 0     | 0     | 0     | 2        | 2      | 1    |
| 2013年       | 1     | 0     | 2     | 2     | 2        | 0      | 0    |
| 2014・2015年 | 1     | 0     | 0     | 0     | 0        | 0      | 0    |
| 2016・2017年 | 1     | 0     | 0     | 0     | 0        | 0      | 1    |
| 2018年       | 0     | 0     | 0     | 0     | 0        | 0      | 0    |
| 2019年       | 1     | 0     | 0     | 0     | 0        | 0      | 1    |
| 2020・2021年 | 0     | 0     | 0     | 0     | 0        | 0      | 0    |
| 2022・2023年 | 1     | 0     | 0     | 0     | 0        | 0      | 0    |

### その他
- 2011年（第93 回大会）では、開幕初日から熱中症による選手の救急搬送が相次ぎ、開幕2試合目の広島工大高vs井口に没収試合が宣告される[6]など、炎天下での選手の体調管理が求められる事態になった。
- 同じく2011年（第93回大会）の準決勝第2試合、広島新庄vs崇徳の試合中に選手交代をめぐって両チームが審判に抗議し、ルール確認などのために試合が79分間中断する事態になった[7]。

### 注記
1. ↑  2018年の開会式と開幕戦は、三次きんさいスタジアムで開催。詳しくは、マツダスタジアム使用制限関連を参照。
2. ↑  2012年は組み合わせ抽選では試合が組まれていなかったが、雨天順延による日程変更で一部の試合を当球場で振り替え開催した。
3. ↑  旧市民球場の閉鎖・解体を念頭に置いた「市民球場廃止条例案」が2010年3月26日の広島市議会で否決されたため